# Ủy ban Thương mại quốc tế của Nghị viện châu Âu
Ủy ban Thương mại Quốc tế (INTA) là một ủy ban của Nghị viện châu Âu. Chủ tịch hiện tại của nó, được bầu vào ngày 10 tháng 7 năm 2019, là Bernd Lange. INTA chịu trách nhiệm về các vấn đề liên quan đến việc thiết lập, thực thi và giám sát chính sách thương mại chung của EU và các mối quan hệ kinh tế đối ngoại, bao gồm luật thương mại và đầu tư, các hiệp định và quan hệ song phương và đa phương với Tổ chức Thương mại Thế giới (WTO). Với Hiệp ước Lisbon, Nghị viện đã trở thành nhà đồng lập pháp trong Chính sách thương mại chung của Liên minh và có tiếng nói cuối cùng về việc có hiệu lực của tất cả các hiệp định thương mại. Hơn nữa, quyền hạn của Liên minh được mở rộng để bao gồm cả đầu tư nước ngoài.
Các thành tựu lập pháp chính được INTA hướng dẫn qua Nghị viện trong nhiệm kỳ quốc hội lần thứ 7 (2009-2014) bao gồm các quy định về các gói  'Grandfathering', 'Trách nhiệm tài chính', hỗ trợ tài chính vĩ mô cho các nước thứ ba, 'Thực thi', 'Sử dụng kép', ' Omnibus I và II ', đánh giá Hệ thống ưu tiên tổng quát (GSP) và Quy chế tiếp cận thị trường (MAR). Pháp luật về mua sắm công và hiện đại hóa các công cụ phòng vệ thương mại (TDI) sẽ chỉ được thông qua nếu đạt được thỏa thuận với Hội đồng.
Trong nhiệm kỳ vừa qua, Nghị viện châu Âu đã đồng ý các hiệp định thương mại tự do với Hàn Quốc và Peru / Colombia, từ chối Hiệp định thương mại chống hàng giả (ACTA), xem xét kỹ lưỡng các cuộc đàm phán thương mại với các nước Canada, Singapore và châu Phi, Caribbean và Thái Bình Dương (ACP) kiểm tra các cuộc đàm phán đang diễn ra với Nhật Bản và Mỹ.

## Chủ tịch
| Tên           | Nhóm                                      | Nhóm  | Kỳ hạn | Quyền hạn                                 |
| ------------- | ----------------------------------------- | ----- | ------ | ----------------------------------------- |
| Vital Moreira |                                           | S & D | thứ 7  | 16 tháng 7 năm 2009 - 18 tháng 1 năm 2012 |
| Vital Moreira | 25 tháng 1 năm 2012 - 30 tháng 6 năm 2014 | S & D | thứ 7  |                                           |
| Bernd Lange   |                                           | S & D | Thứ 8  | 7 tháng 7 năm 2014 - 18 tháng 1 năm 2017  |
| Bernd Lange   | 23 tháng 1 năm 2017 - 1 tháng 7 năm 2019  | S & D | Thứ 8  |                                           |
| Bernd Lange   |                                           | S & D | Ngày 9 | Kể từ ngày 10 tháng 7 năm 2019            |